# Hendrikus van de Sande Bakhuyzen
Hendrikus van de Sande Bakhuyzen (Den Haag, 2 januari 1795 – aldaar, 12 december 1860) was een Nederlands etser, tekenaar en kunstschilder.

## Leven en werk

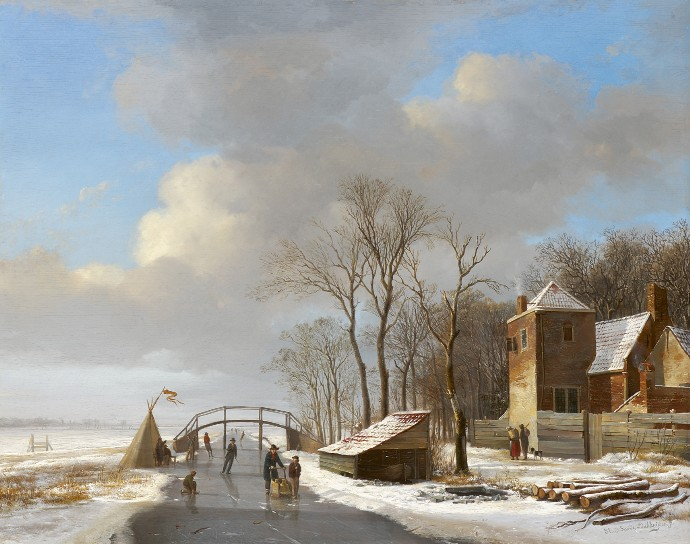
Besneeuwd polderlandschap met schaatsers, ca. 1820

Van de Sande Bakhuyzen, lid van de familie Backhuijsen, was een zoon van uitgever Gerrit Backhuijsen (1758-1843) en Jacoba van de Sande (1757-1815). Hij kreeg bij Koninklijk Besluit in 1819 toestemming de familienaam van zijn moeder aan te nemen en zich voortaan Van de Sande Backhuijsen te noemen. Hij signeerde sindsdien als 'H vd S Bakhuyzen'. Hij trouwde met Sophie Wilhelmina Kiehl (1804-1881). Uit dit huwelijk werden zeven kinderen geboren, onder wie de schilders Gerardine en Julius en de sterrenkundigen Hendricus en Ernst. Het gezin woonde vanaf 1824 aan de Nieuwe Haven, waar in het achterhuis een atelier was ingericht.
Van de Sande Bakhuyzen leerde het teken- en schildervak van Joannes Heijmans aan de Vrije Haagsche Teekenacademie en vervolgens van Simon Andreas Krausz. Hij werd later lid van het Haags Tekengenootschap. Hij was een landschapsschilder en werkte vaak in de open lucht. Hij schilderde romantische landschappen met vee, waarbij hij werd geïnspireerd door het werk van Paulus Potter.
In 1822 wordt hij vermeld als lid van de Koninklijke Akademie in Amsterdam en als bestuurslid van de Tekenacademie in Den Haag. Hij gaf les aan onder meer Willem Roelofs, Pieter Stortenbeker, Marie Bilders-van Bosse en François Pieter ter Meulen en kan worden beschouwd als een van de voorlopers van de Haagse School.

## Trivia
- De Van de Sande Bakhuijzenstraat in Amsterdam is naar (onder andere) Van de Sande Bakhuyzen vernoemd.[3]